# New Gold
New Gold è un singolo discografico del gruppo musicale britannico Gorillaz, pubblicato nel 2022 ed estratto dal loro ottavo album in studio, Cracker Island, uscito nel 2023. Il brano vede la partecipazione del gruppo musicale australiano Tame Impala e 
del rapper statunitense Bootie Brown.

## Tracce
- Download digitale

1. New Gold (featuring Tame Impala & Bootie Brown) – 3:35

## Formazione
- Damon Albarn – voce, sintetizzatore
- Tame Impala – voce, sintetizzatore, basso, chitarra, batteria, Wurlitzer
- Bootie Brown – voce
- Greg Kurstin – sintetizzatore, basso, chitarra, tastiera, percussioni